# Australisch korfbalteam
Het Australische korfbalteam is een team van korfballers dat Australië vertegenwoordigt in internationale wedstrijden. De verantwoordelijkheid van het Australische korfbalteam ligt bij Korfball Australia (KA).

## Resultaten op de wereldkampioenschappen
| Wereldkampioenschap korfbal |               |             |               |
| Jaar                        | Kampioenschap | Gastheer    | Klassering    |
| 1978                        | 1e WK         | Nederland   | Geen deelname |
| 1984                        | 2e WK         | België      | 7e plaats     |
| 1987                        | 3e WK         | Nederland   | 6e plaats     |
| 1991                        | 4e WK         | Nederland   | 9e plaats     |
| 1995                        | 5e WK         | India       | 4e plaats     |
| 1999                        | 6e WK         | Australië   | 7e plaats     |
| 2003                        | 7e WK         | Nederland   | 7e plaats     |
| 2007                        | 8e WK         | Tsjechië    | 8e plaats     |
| 2011                        | 9e WK         | China       | 12e plaats    |
| 2015                        | 10e WK        | België      | 11e plaats    |
| 2019                        | 11e WK        | Zuid-Afrika | 13e plaats    |
| 2023                        | 12e WK        | Taiwan      | 12e plaats    |

## Resultaten op de Wereldspelen
| Wereldspelen |                  |                       |               |
| Jaar         | Kampioenschap    | Gastland              | Klassering    |
| 1985         | 2e Wereldspelen  | Londen (Engeland)     | geen deelname |
| 1989         | 3e Wereldspelen  | Karlsruhe (Duitsland) | geen deelname |
| 1993         | 4e Wereldspelen  | Den Haag (Nederland)  | geen deelname |
| 1997         | 5e Wereldspelen  | Lahti (Finland)       | 5             |
| 2001         | 6e Wereldspelen  | Akita (Japan)         | 6             |
| 2005         | 7e Wereldspelen  | Duisburg (Duitsland)  | geen deelname |
| 2009         | 8e Wereldspelen  | Kaohsiung (Taiwan)    | 8             |
| 2013         | 9e Wereldspelen  | Cali (Colombia)       | geen deelname |
| 2017         | 10e Wereldspelen | Wroclaw (Polen)       | 6             |
| 2022         | 11e Wereldspelen | Birmingham (USA)      | geen deelname |
| 2025         | 12e Wereldspelen | Chengdu (China)       | Geen deelname |

## Resultaten op de Aziatisch-Oceanisch kampioenschappen
| Aziatisch-Oceanisch kampioenschap |               |               |            |
| Jaar                              | Kampioenschap | Gastheer      | Klassering |
| 1990                              | 1e AOKK       | Indonesië     | Zilver     |
| 1992                              | 2e AOKK       | India         | Zilver     |
| 1994                              | 3e AOKK       | Australië     | Zilver     |
| 2002                              | 4e AOKK       | India         | Zilver     |
| 2004                              | 5e AOKK       | Nieuw-Zeeland | Goud       |
| 2006                              | 6e AOKK       | Hongkong      | Zilver     |
| 2010                              | 7e AOKK       | China         | Brons      |
| 2014                              | 8e AOKK       | Hongkong      | Zilver     |
| 2018                              | 9e AOKK       | China         | Brons      |
| 2022                              | 10e AOKK      | Thailand      | Brons      |

## Huidige samenstelling
De samenstelling van het Australische korfbalteam is als volgt: (laatste update: 01-08-2019)
Dames
- Georgia Bungey
- Bethan Channing
- Emily Hutchesson
- Lauren Bungey
- Tamika Zilm
- Lauren Charlton
- Amy Kubank

Heren
- Zac Marshall
- Andrew Hutchesson
- Nicholas Bungey
- Jeffrey Vlietstra
- Jazz Zulfic
- Cameron Mclean
- Benjamin Wallace
- Greg Perry